# Монтелеоне-ди-Фермо
Монтелеоне-ди-Фермо (итал. Monteleone di Fermo) —  коммуна в Италии, располагается в регионе Марке, в провинции Фермо.
Население составляет 434 человека (2008 г.), плотность населения составляет 54 чел./км². Занимает площадь 8 км². Почтовый индекс — 63020. Телефонный код — 0734.
Покровителем коммуны почитается святой мученик Марон из Пичено , празднование 18 августа.

## Демография
Динамика населения:

## Администрация коммуны
- Официальный сайт: https://web.archive.org/web/20100727121518/http://www.provincia.ap.it/Monteleone_di_Fermo/